# ひまわりっ 〜健一レジェンド〜
『ひまわりっ 〜健一レジェンド〜』（ひまわりっ けんいちレジェンド）は、東村アキコによる日本の漫画作品。『モーニング』（講談社）にて、2006年第2号から2010年第6号まで連載された。
2020年、実写ドラマ化された。

## 概要
作者の大学卒業からの経緯を実話を交えながら描いたモキュメンタリーのギャグ漫画。宮崎県が舞台。この作品では主に自らの父親について記憶をもとに語っている。ときおり作者が別誌で連載していた『きせかえユカちゃん』のキャラの名前が登場する。
作品中に宮崎県内（宮崎市内）に実在する店舗が出てきたり、南九州テレフォンの建物はNTT西日本宮崎支店がモデルになっている。
2020年、テレビ宮崎開局50周年ドラマとして、『ひまわりっ 〜宮崎レジェンド〜』のタイトルで放送。

## 登場人物

### 林一家
林アキコ（はやし アキコ）
林家の長女で物語の主人公。美術大学卒（モデルは作者の母校である金沢美術工芸大学）。同学の卒業式は仮装して臨む伝統があり、当日はうさぎのぬいぐるみ姿に扮した（後日、記念写真を見た父・健一に「親に高い学費払わせといて、最後の姿が幼稚園生みたいなこれか!」と激怒される）。
教員試験を受けたが不合格で、結局は父が勤める「南九州テレホン」に就職し、しばらくは家庭、職場の両方で四六時中父の天然っぷりに振り回される日々を送る。
その後、亡き恩師の美術教室を継ぐ傍ら、雑誌へ漫画作品を投稿し続ける。果たして「徳永アキコ」のペンネームによる「フルーツこうもり」が採用され、漫画家デビューのため上京する。なお、ペンネームの由来はファンである「徳永英明」によるもので、父のからかいのネタとなっている。
いつしか健一2号（後述）に惹かれていったが、すれ違いが多く互いの想いはなかなか伝わらない。
林健一（はやし けんいち）
林家の家長。50歳。「南九州テレホン」お客様サービス課課長（後に那覇支店勤務）。女子社員に対しては「～女史」と呼ぶ。かなりユニークで存在感のあるキャラであり、KY、人の話を聞かない、何の前触れもなく話題を変える、突拍子もないKY発言をするなど周囲が存在しないかのように振舞う。しかし本人はいたって真面目で、いわゆる天然である。理不尽な事でキレる事もしばしばで、未だに逆鱗ポイントが家族にさえ読みづらい。日常ではクセが強いが、職場では仕事が出来て宴会でも盛り上げ役のため、社員からの評判はよい。
下戸だがかなりの甘党で、果物や菓子パンに目がない。
興醒めしやすく、自宅の庭でフェイジョアという果物を育てていたが、ドラゴンフルーツに出会ってからは興味を失いアキコに世話を任せている。
「開運!なんでも鑑定団」のファンで録画も欠かさないほどである。
カラオケの十八番はHOUND DOGの「ff (フォルティシモ)」。
趣味はパチンコでお気に入りの台は「海物語」。
27歳の時に車検工場で左膝を噛まれて以来、犬が嫌いである。
宮崎県都城市出身であり、アキコの幼少期まではそこに住んでいた。
林タクマ（はやし タクマ）
林家の長男。アキコの弟。広島大学工学部3年生。通学のため宮崎の自宅から離れて下宿中。部活は探検部に所属。父からは留年は認められていないため、単位取得と就職活動に焦りを持っている。林家の家族の運命として、姉同様に父に振り回される過去を持ち「タクマ選手～」と呼ばれている。携帯電話を通じて姉・アキコの良き相談相手となっている。アイドル「山川みなも」のファンである。
作者の実弟である漫画家森繁拓真がモデル。
お母さん（おかあさん）
温厚で至ってまともな性格。ママさんバレーをやっている。宮崎県串間市出身。サザエ採集が得意。

### 南九州テレホンの社員と関係者
蛯原（えびはら）
南九州テレホンの支店長秘書課で働く。アキコの先輩で（自称）友達。愛称はエビちゃん。35歳独身のアラフォー。
巻き髪。副主任（後述）がつけたあだ名は「妖怪コンセント探し」（ヘアアイロン用のコンセントを探しているから）。
正直な性格。昔ヤンキーだった。中学校時代の蟹江センパイが大好きで、手袋を編んだり、風邪のときお見舞いに行ったりしている。
合コンで、なのは（後述）から「蛯原さんって、ホントに35歳に見えないですね～」と年齢を暴露されて、怒りに燃えた。“19歳”とサバを読んだこともある。
よく副主任と一緒になりコントをする。
フルネームは「蛯原くるみ」らしい。
若いころは南九州テレホンのお客様サービス課のトップとして働いていたが、後に美貌?を買われて、秘書課にスカウトされたと本人は述べている。
副主任（ふくしゅにん）
南九州テレホンのお客様サービス課で働く。後、千葉の電話会社に出向し、上京したアキコの近所に居住。40代の独身。本名は猿渡（さるわたり）。
フルネームは「猿渡シゲ子」らしい。
本人曰く、鹿児島県志布志市出身。
「南九州テレホン一変人」らしい。猫アレルギー。
西岸良平のファン。20年前同人サークル「宮崎34年組」で活動していた。
よく蛯原と一緒になりコントをする。
実は資産家の娘である（両親はマカオで老後をエンジョイしている）。
高校時代からアルフィーのファンでコンサートに行った。
実は千葉への出向と共に主任に昇進しているが、アキコ達からは相変わらず「副主任」と呼ばれ続けている。
日高なのは（ひだか なのは）
携帯電話販売店のバイトをしていたが、助っ人で南九州テレホンに来た。
腹黒く、いわゆるぶりっ子で、女性の前のみ本性を表し、アキコに対しては傲慢な態度を取る。
興梠健一に目をつけ、なんとか自分に振り向かせようとする。本人曰く「知り合った男性はすべて自分のことが好きにならないと気が済まない」「好きにさせるためなら、骨折までならOK」。
通称は「節子」（髪型がアニメ映画『火垂るの墓』の節子に似ているため）。
宮崎の山奥の田舎（S村なので椎葉村?）の出で、母からの電話や、怒鳴るときなどになまる。
よく、蛯原とケンカをする（特になのはのアパートで）。
『漫画ゴラク』の「外道坊」（平松伸二・著）の大ファン。
主任（しゅにん）
南九州テレホンのお客様サービス課で働く。本名は押川（おしかわ）。
派手なマニキュアをしている。
黒木君（くろきくん）
南九州テレホンのお客様サービス課で働く。温厚でのんびりした性格。30代独身。
JPOPをこよなく愛し、とりわけビーイング系など1990年代に傾倒している。
林健一とは仲が良いようで、一緒にパチンコに行ったりする。
面食いのようである。
よく、節子（なのは）にパシリ扱いにされる。
お節介な性格で、アキコから「黒木さん、余分なことを言わないで下さいよ」と注意される。
うるう年にだけ、とあるきっかけで（作品中では健一2号が黒木のお気に入りの女性のスマイルをGETしたことで）悪い心が千倍とかに膨れ上がり「黒・黒木」に変身する。
好きな女性へのアタック方法はマイベストCDを作りプレゼント（邦楽メイン）。
山崎君（やまさきくん）
南九州テレホンの総務課勤務。30代独身?
宴会で酔った勢いで、所長（支店長）にむかって、うっかり「マメモヤシ」と言ってしまったため、那覇支店久米島出張所に飛ばされた。
緊張したりすると、ストレスで髪が抜ける。
所長（しょちょう）
南九州テレホンの支店長。ソフトな顔つきで温厚な性格。頭髪が薄い。
ただし、宴会で泥酔した山崎君から「マメモヤシ」と言われてカチンと来たらしく、那覇支店久米島に左遷した。
林健一の那覇支店の転勤を喜んで認めた。
節子（なのは）を可愛がっている。彼女の言うことをすべて信じている（実際は節子の嘘）。
比嘉さん（ひがさん）
南九州テレホンの那覇支店の社員。林健一を慕い行動を共にする。三線の名手。

### 南国グリーンサービス
興梠健一（こおろぎ けんいち）
南国グリーンサービスの社員。南九州テレホンには観葉植物の交換でやってくる。
アキコに恋心を抱いているが、本人にはなかなか気づいてもらえない。アキコの上京の際には身を引くような発言をしてしまい、更に疎遠に。
かなりの天然ボケで思い込みが激しいところがある。
あだ名はアキコの父・健一と同名のことから「健一2号」。
目隠しをして果物を食べてもその銘柄がわかる。
高校生の妹がいる。元高校球児。
副主任に「最近お前も空気読めるようになってきたな」といわれた。
蟹江先輩（かにえせんぱい）
興梠健一が勤める南国グリーンサービスの社員。蛯原の初恋の人である。30代半ば。
前歯が無いが、シンナーのやりすぎで溶けたとのこと。
既婚者で、子沢山のため、南国グリーンサービスの山田隆夫と呼ばれている。

### パイナップル銀行
南九州テレホンの通り向かいにある銀行。女子行員の顔面レベルはかなり高いらしい。
ハルオ
押川主任の甥っ子。34歳の独身の天然系イケメンで、よくモテる。
林健一と同じく人の話を聴かず、自分のペースで動く。
アキコに対して「オレたちはカップル」と勝手に決め付けている。
合コン大好き。アキコをからんで健一2号から嫉妬を買うこともある。
蛯原から「悪魔の笑顔を持った腹黒い天使by近藤真彦ってとこね」と批評された。
村木さん（むらきさん）
パイナップル銀行員。40歳独身。ハルオの職場の先輩。顎鬚を生やしている。
東京都の大学在学時代はアルフィーのファンで、合コンで出会った猿渡副主任とカラオケで意気投合。
実はカラオケ音痴（副主任とカップル成立の予感?とアキコはひそかに願っている）。

### 私立講談女子高等学校
興梠健一の妹や、アキコが教える美術教室の生徒が通っている女子高。
部長（ぶちょう）
漫画研究部の部長で、アキコが教える美術教室の生徒。
メガネ和工堂の社長令嬢。メガネを取った素顔は意外に可愛い。
アニメオタク（いわゆる「おたく女」）。「湯けむり天使Mixベリー」に登場するイチゴのコスプレをする時と寝るときだけメガネを外す。
卒業後、地元の国立大学に進学し、漫画研究部に入部した。
男性恐怖症だったが、男子部員のコスプレによって克服された。
副部長（ふくぶちょう）
漫画研究部の副部長で、アキコが教える美術教室の生徒。本名は近藤（こんどう）。
「ふへっ!」「～ナリ」「ぬを」や「～件について」など変わった喋り方が特徴的。オタク。
常に歯ブラシをくわえているが、アニメ「湯けむり天使Mixベリー」に登場するブル子のコスプレをする時は歯ブラシを外す。
節子（なのは）から「アニオタ、キモッ」と言われて以来、彼女のことが大嫌い。
実家が貧乏のため進学はできず、卒業後は画材店でバイトをしながら、アキコの漫画のアシスタントをしている。アキコのデビューに伴い上京し居候、自らもウイング関（後述）と組んで、ペンネーム「古川うなぎ」のユニットとして『週刊少年マガジン』に持ち込んで、ともに漫画家を目指す。
auのW51CAらしき携帯電話を使用してる。本名は近藤（名は不明）。
実家には父と祖母がいる（母は登場していない）。
興梠桐子（こおろぎ きりこ）
興梠健一の妹。兄とは正反対の性格である。
ゆっこ
桐子の友達で、漫画研究部の部員。

### その他
比嘉エリカ（ひが エリカ）
比嘉さんの一人娘。ロックと椎名林檎のファン。女子高生。
琉球音楽の伝統を固持する父と喧嘩をする。林健一を通じて、副主任と蛯原から笑いのセンスがあると賞賛される。
宮本（みやもと）
アキコの小学校から中学校時代の同級生で近所に住む。アキコと一緒に漫画部に所属していた。
ビックリマンのシールとキン肉マンのゴム人形のコレクター。
健一とも昔なじみで、彼のことを“おじちゃん”と呼ぶ。
今村（いまむら）
タクマの高校時代の親友で、実家は「今村整骨院」を営んでいる。
タクマとは大学は別々で、宮崎に帰省したタクマと偶然会って、居酒屋で飲食した。
基本的に単純な性格で、彼および親も健一とアキコとも昔なじみである。
ウイング関（ウイング せき）
三国志BL同人界のカリスマ作家。三国志をこよなく愛し、なんでも三国志で例える癖がある。初恋の人は関羽。
「キェエエエエエー!!」「ギョッホウゥー!」などの独特の叫び声を持つ。触覚のような前髪と象のポシェットがトレードマーク。蛯原と同い年（35歳）。
歯ブラシ（副部長）とコンビを組みペンネーム「古川うなぎ」として『週刊少年マガジン』に持ち込みを図る。

## 所収
モーニングKC刊 全13巻
1. 2006年。ISBN 4-06-372518-9
2. 2006年。ISBN 4-06-372546-4
3. 2007年。ISBN 4-06-372576-6
4. 2007年。ISBN 978-4-06-372603-9
5. 2007年。ISBN 978-4-06-372629-9

## テレビドラマ
2020年6月1日から6月12日に、1話15分の全10話構成 で、テレビ宮崎（UMK）開局50周年ドラマとして、『ひまわりっ 〜宮崎レジェンド〜』（ひまわりっ みやざきレジェンド）のタイトルで『UMKスーパーニュース』内の18:45より放送された。翌週の6月8日からTVer、フジテレビオンデマンド（FOD）でも毎日1話ずつ配信。
テレビ宮崎は日本テレビ系列（NNNのみ加盟）・テレビ朝日系列とのクロスネット局だが、フジテレビが関東地区で地上波放送を行ったことや、FODでも配信されたことから、本番組についてはフジテレビ系列扱いとみられるが、第1期についてはフジテレビ系列局の不在地域において日本テレビ系列局で放送され、日本テレビと関係の深いHuluでも配信された。
UMK開局50周年「You&UMK」プロジェクトのうち「東村アキコ&UMK」に該当する。
続編『ひまわりっ 〜宮崎レジェンド2〜』が2022年5月16日に放送。こちらも『UMKスーパーニュース』内の18:45より放送された。宮崎県に於ける第一話の平均世帯視聴率が21.0％を記録した。各話放送終了直後よりTVer、カンテレドーガでも配信された。

### キャスト
出典：“開局50周年ドラマ ひまわりっ キャスト&スタッフ”. UMKテレビ宮崎 2020年6月6日閲覧。

“ひまわりっ2 キャスト&スタッフ”. UMKテレビ宮崎 2022年5月14日閲覧。
- 林アキコ - 平祐奈[2]
- 林健一（健一1号） - 高橋克典[2]
- 興梠健一（健一2号） - 井上祐貴[2]
- 林のり子 - 浅香唯[8]
- タクマ - きいた
- 蛯原くるみ - 大島麻衣
- 猿渡副主任 - 佐藤真弓
- 黒木 - 石井正則
- アキコ（幼少期回想） - 稲垣来泉
- タクマ（幼少期回想） - 五郡橙真
- 温水洋一（本人役：第1シリーズ）、運転手（第2シリーズ） - 温水洋一[8]
- 永野 - 永野（本人役：第1シリーズ）[8]
- 蛯原友里 - 蛯原友里（本人役：第1シリーズ）[8]
- 梅原 - 池田鉄洋
- 日高なのは（節子） - 髙石あかり（第2シリーズ）
- 蟹江先輩 - 蕨野友也（第2シリーズ）
- アキコの伯母 - 斉藤慶子（第2シリーズ）
- イワクラ - イワクラ(蛙亭)（本人役：第2シリーズ）
- 久保田かずのぶ - 久保田かずのぶ(とろサーモン)（本人役：第2シリーズ）
- オカリナ - オカリナ(おかずクラブ)（本人役：第2シリーズ）
- バー(宮崎市の歓楽街西橘通り(通称ニシタチ)にある林健一行きつけのバー)のママ（第1シリーズ）、なのは（節子）の母（第2シリーズ）- 榎木田朱美（UMKアナウンサー）
- 蟹江先輩の妻 - 酒井瞳（第2シリーズ）
- 黒木の友人 - 片山敦郎（第2シリーズ）

### スタッフ（第1シリーズ）
出典：“開局50周年ドラマ ひまわりっ キャスト&スタッフ”. UMKテレビ宮崎 2020年6月6日閲覧。
- 監督 - 石井聡一[1]
- 脚本 - 池田テツヒロ[1]
- 音楽 - 矢野博康
- 主題歌 - みゆな「ソレイユ」（A.S.A.B）[3]
- オープニングテーマ - 「LOVELAND, ISLAND」（サックス演奏・宮里陽太）[3]
- プロデューサー - 阿部祐也、水主義人（テレビ宮崎）、平部隆明（ホリプロ）
- 制作 - テレビ宮崎 / ホリプロ

### スタッフ（第2シリーズ）
出典：“ひまわりっ2 キャスト&スタッフ”. UMKテレビ宮崎 2022年5月14日閲覧。
- 監督 - 石井聡一
- 脚本 - 池田テツヒロ
- 音楽 - 矢野博康
- 主題歌 - みゆな「ソレイユ」（A.S.A.B）
- オープニングテーマ - 「踊ろよ、フィッシュ」（宮里陽太、小笠原拓海、矢野博康）
- プロデューサー - 水主義人・岩下知広・山本一成（テレビ宮崎）、平部隆明（ホリプロ）
- 制作 - テレビ宮崎 / ホリプロ

### ネット局と放送時間
第1期
※太字は字幕放送。
| 放送対象地域   | 放送局                    | 系列                                         | 放送日時 | 備考 |
| -------------- | ------------------------- | -------------------------------------------- | --- | --- |
| 宮崎県         | テレビ宮崎（UMK）         | フジテレビ系列 日本テレビ系列 テレビ朝日系列 | 2020年6月1日 - 5日 2020年6月8日 - 12日 月曜 - 金曜 18:45 - 19:00 2020年12月30日・31日 水曜 - 木曜 16:30 - 17:45 | 制作局 2020年12月30日・31日は5話連続で再放送                                                               |
| 北海道         | 北海道文化放送（uhb）     | フジテレビ系列                               | 2020年8月16日 - 9月13日 日曜（土曜深夜）1:45 - 2:15                                                             | 2話連続で週1回放送                                                                                         |
| 青森県         | 青森放送（RAB）           | 日本テレビ系列                               | 2021年3月4日 - 4月1日 木曜（水曜深夜）0:54 - 1:24                                                               | 2話連続で週1回放送                                                                                         |
| 岩手県         | 岩手めんこいテレビ（mit） | フジテレビ系列                               | 2021年1月10日 - 3月14日 日曜 6:45 - 7:00                                                                        | 週1回放送                                                                                                  |
| 宮城県         | 仙台放送（OX）            | フジテレビ系列                               | 2020年9月5日 - 10月3日 土曜（金曜深夜）2:00 - 2:30                                                              | 2話連続で週1回放送                                                                                         |
| 秋田県         | 秋田テレビ（AKT）         | フジテレビ系列                               | 2021年2月15日・22日 月曜（日曜深夜）1:55 - 3:10                                                                 | 5話連続で週1回放送                                                                                         |
| 福島県         | 福島テレビ（FTV）         | フジテレビ系列                               | 2020年8月18日 - 9月15日 火曜（月曜深夜）0:25 - 0:55                                                             | 2話連続で週1回放送                                                                                         |
| 関東広域圏     | フジテレビ（CX）          | フジテレビ系列                               | 2020年7月12日 日曜（土曜深夜）3:15 - 4:30 2020年7月19日 日曜（土曜深夜）2:35 - 3:50                             | 5話連続で週1回放送                                                                                         |
| 山梨県         | 山梨放送（YBS）           | 日本テレビ系列                               | 2021年1月24日・2月14日 - 3月28日 日曜（土曜深夜）1:10 - 1:30 2021年1月31日・2月7日 日曜（土曜深夜）1:20 - 1:40  | 週1回放送                                                                                                  |
| 新潟県         | NST新潟総合テレビ（NST）  | フジテレビ系列                               | 2021年3月3日 - 24日 水曜（火曜深夜）1:55 - 2:25 2021年3月31日 水曜（火曜深夜）2:25 - 2:55                       | 2話連続で週1回放送                                                                                         |
| 長野県         | 長野放送（NBS）           | フジテレビ系列                               | 2020年10月11日・18日 日曜 16:00 - 17:15                                                                         | 5話連続で週1回放送                                                                                         |
| 静岡県         | テレビ静岡（SUT）         | フジテレビ系列                               | 2020年9月2日 - 30日 水曜（火曜深夜）1:00 - 1:30                                                                 | 2話連続で週1回放送                                                                                         |
| 富山県         | 富山テレビ（BBT）         | フジテレビ系列                               | 2021年4月5日・6日 月曜 - 火曜 15:20 - 16:20 2021年4月7日 水曜 15:20 - 15:50                                     | 2021年4月5日・6日は4話連続 2021年4月7日は2話連続で放送                                                     |
| 石川県         | 石川テレビ（ITC）         | フジテレビ系列                               | 2021年1月20日 - 2月24日 水曜（火曜深夜）1:30 - 2:00                                                             | 2話連続で週1回放送 2021年2月10日は放送休止                                                                 |
| 福井県         | 福井テレビ（FTB）         | フジテレビ系列                               | 2020年10月31日・12月5日 土曜 17:00 - 17:30 2020年11月14日 - 28日・12月12日 - 26日 土曜 17:15 - 17:30            | 2020年10月31日・12月5日は2話連続 2020年11月7日は放送休止 2020年11月14日 - 28日・12月12日 - 26日は週1回放送 |
| 中京広域圏     | 東海テレビ（THK）         | フジテレビ系列                               | 2020年7月24日 金曜（木曜深夜）2:00 - 2:30 2020年7月31日 - 8月21日 金曜（木曜深夜）1:45 - 2:15                   | 2話連続で週1回放送                                                                                         |
| 近畿広域圏     | 関西テレビ（KTV）         | フジテレビ系列                               | 2020年7月7日 - 9月29日 火曜（月曜深夜）3:12 - 3:27                                                              | 週1回放送 2020年7月21日・9月15日・22日は放送休止                                                           |
| 島根県・鳥取県 | さんいん中央テレビ（TSK） | フジテレビ系列                               | 2020年8月24日 - 9月21日 月曜 16:20 - 16:50                                                                      | 2話連続で週1回放送                                                                                         |
| 岡山県・香川県 | 岡山放送（OHK）           | フジテレビ系列                               | 2021年2月6日 - 4月10日 土曜 10:25 - 10:45                                                                       | 週1回放送                                                                                                  |
| 広島県         | テレビ新広島（tss）       | フジテレビ系列                               | 2020年9月28日 - 10月2日 月曜 - 金曜 15:15 - 15:45                                                               | 2話連続で放送                                                                                              |
| 山口県         | 山口放送（KRY）           | 日本テレビ系列                               | 2020年9月18日 - 10月16日 金曜（木曜深夜）1:24 - 1:54                                                            | 2話連続で週1回放送                                                                                         |
| 徳島県         | 四国放送（JRT）           | 日本テレビ系列                               | 2020年12月28日 月曜 6:00 - 6:56 2020年12月29日 - 31日 火曜 - 木曜 6:25 - 6:55                                   | 2020年12月28日は4話連続、12月29日 - 31日は2話連続で放送                                                    |
| 愛媛県         | テレビ愛媛（EBC）         | フジテレビ系列                               | 2021年2月2日・9日 火曜（月曜深夜）0:25 - 1:40                                                                   | 5話連続で週1回放送                                                                                         |
| 高知県         | 高知さんさんテレビ（KSS） | フジテレビ系列                               | 2020年7月5日 - 9月6日 日曜 14:45 - 15:00                                                                        | 週1回放送                                                                                                  |
| 福岡県         | テレビ西日本（TNC）       | フジテレビ系列                               | 2020年8月2日 - 30日 日曜 5:30 - 6:00                                                                            | 2話連続で週1回放送                                                                                         |
| 佐賀県         | サガテレビ（SAGA TV/STS） | フジテレビ系列                               | 2020年8月25日 - 28日 2020年8月31日 - 9月4日 月曜 - 金曜 10:35 - 10:50 2020年8月29日 土曜 13:45 - 14:00          | |
| 長崎県         | テレビ長崎（KTN）         | フジテレビ系列                               | 2020年9月7日 - 11日 月曜 - 金曜 15:19 - 15:49                                                                   | 2話連続で放送                                                                                              |
| 熊本県         | テレビくまもと（TKU）     | フジテレビ系列                               | 2020年8月26日 水曜（火曜深夜）0:40 - 1:15 2020年9月3日 - 24日 木曜（水曜深夜）0:25 - 1:00                       | 2話連続で週1回放送                                                                                         |
| 大分県         | テレビ大分（TOS）         | 日本テレビ系列 フジテレビ系列                | 2020年7月4日～8月1日 土曜15:55 - 16:25                                                                          | 2話連続で週1回放送                                                                                         |
| 鹿児島県       | 鹿児島テレビ（KTS）       | フジテレビ系列                               | 2020年8月1日 - 29日 土曜（金曜深夜）2:20 - 2:50                                                                 | 2話連続で週1回放送                                                                                         |
| 沖縄県         | 沖縄テレビ（OTV）         | フジテレビ系列                               | 2020年12月11日・18日 金曜（木曜深夜）1:30 - 2:45                                                                | 5話連続で週1回放送                                                                                         |
| 日本全国       | BSフジ                    | -                                            | 2022年4月9日 - 5月7日 日曜（土曜深夜）0:30 - 1:00                                                               | 2話連続で週1回放送                                                                                         |
| 日本全国       | TVer                      | -                                            | 2020年6月8日 - 17日 毎日10:00 - 1話ずつ無料配信                                                                 | |
| 日本全国       | FOD                       | -                                            | 2020年6月8日 - 17日 毎日10:00 - 1話ずつ無料配信                                                                 | 2020年6月29日 - 全話有料配信 2020年10月1日 - FODプレミアムで配信                                           |
| 日本全国       | Hulu                      | -                                            | 2020年12月23日 - 全話配信                                                                                       | |

第2期
※太字は字幕放送。
| 放送対象地域   | 放送局                    | 系列                                                                          | 放送日時 | 備考 |
| -------------- | ------------------------- | ----------------------------------------------------------------------------- | --- | --- |
| 宮崎県         | テレビ宮崎（UMK）         | フジテレビ系列 日本テレビ系列 テレビ朝日系列                                  | 2022年5月16日 - 20日 2022年5月23日 - 27日 月曜 - 金曜 18:45 - 19:00 2022年5月21日 土曜 12:30 - 13:45 2022年5月24日 火曜（月曜深夜）1:00 - 1:15 2022年5月25日 - 27日 水曜 - 金曜（火曜 - 木曜深夜）0:54 - 1:09 2022年12月30日 金曜 16:30 - 17:45 2022年12月31日 土曜 15:30 - 16:45 | 制作局 2022年5月21日は5話連続で、2022年5月24日 - 27日は4話連続で再放送 2022年12月30日 - 31日は5話連続で再々放送 |
| 岩手県         | 岩手めんこいテレビ（mit） | フジテレビ系列                                                                | 2022年6月19日 - 8月21日 日曜 6:45 - 7:00 | 週1回放送 |
| 秋田県         | 秋田テレビ（AKT）         | フジテレビ系列                                                                | 2023年1月16日 月曜（日曜深夜）2:05 - 3:05 2023年1月23日 月曜（日曜深夜）1:55 - 2:55 | 2023年1月16日・23日は4話連続で週1回放送                                                                         |
| 関東広域圏     | フジテレビ（CX）          | フジテレビ系列                                                                | 2022年7月6日 水曜（火曜深夜）2:40 - 3:55 2022年7月13日 水曜（火曜深夜）2:55 - 4:10 | 5話連続で週1回放送                                                                                              |
| 長野県         | 長野放送（NBS）           | フジテレビ系列                                                                | 2022年9月12日・19日 月曜（日曜深夜）1:25 - 2:40 | 5話連続で週1回放送                                                                                              |
| 静岡県         | テレビ静岡（SUT）         | フジテレビ系列                                                                | 2022年9月4日・11日 日曜（土曜深夜）1:50 - 3:05 | 5話連続で週1回放送                                                                                              |
| 中京広域圏     | 東海テレビ（THK）         | フジテレビ系列                                                                | 2022年6月14日・21日 火曜（月曜深夜）1:55 - 3:10 | 5話連続で週1回放送                                                                                              |
| 近畿広域圏     | 関西テレビ（KTV）         | フジテレビ系列                                                                | 2022年8月7日 - 9月4日 日曜 4:14 - 4:29 2022年10月2日 - 10月16日・10月30日・11月6日 日曜 4:15 - 4:30 | 週1回放送 2022年9月11日 - 25日・10月23日は放送休止                                                              |
| 広島県         | テレビ新広島（tss）       | フジテレビ系列                                                                | 2022年8月26日 - 9月23日 金曜（木曜深夜）1:25 - 1:55 | 2話連続で週1回放送                                                                                              |
| 高知県         | 高知さんさんテレビ（KSS） | フジテレビ系列                                                                | 2022年6月5日 - 8月21日 日曜 14:45 - 15:00 | 週1回放送 2022年6月12日・26日は放送休止                                                                         |
| 福岡県         | テレビ西日本（TNC）       | フジテレビ系列                                                                | 2022年7月31日 - 8月28日 日曜5:30 - 6:00 | 2話連続で週1回放送                                                                                              |
| 佐賀県         | サガテレビ（SAGA TV/STS） | フジテレビ系列                                                                | 2022年10月8日 - 12月10日 土曜 11:00 - 11:15 | 週1回放送 |
| 長崎県         | テレビ長崎（KTN）         | フジテレビ系列                                                                | 2022年6月15日 - 17日 2022年6月22日・23日 水曜 - 金曜 15:15 - 15:45 | 2話連続で放送                                                                                                   |
| 熊本県         | テレビくまもと（TKU）     | フジテレビ系列                                                                | 2022年7月7日 木曜（水曜深夜）1:10 - 1:40 2022年7月14日 木曜（水曜深夜）1:05 - 1:35 2022年7月21日・8月4日 木曜（水曜深夜）0:55 - 1:25 2022年7月28日 木曜（水曜深夜）1:15 - 1:45 | 2話連続で週1回放送                                                                                              |
| 大分県         | テレビ大分（TOS）         | 日本テレビ系列 フジテレビ系列                                                 | 2022年9月28日 - 10月19日 水曜（火曜深夜）1:29 - 1:59 2022年10月25日 火曜（月曜深夜）1:54 - 2:24 | 2話連続で週1回放送                                                                                              |
| 鹿児島県       | 鹿児島テレビ（KTS）       | フジテレビ系列                                                                | 2022年8月29日 - 9月19日 月曜（日曜深夜）2:55 - 3:25 2022年9月26日 月曜（日曜深夜）1:25 - 1:55 | 2話連続で週1回放送                                                                                              |
| 沖縄県         | 沖縄テレビ（OTV）         | フジテレビ系列                                                                | 2022年8月7日 - 10月16日 日曜 6:15 - 6:30 | 週1回放送 2022年9月25日は放送休止                                                                               |
| 日本全国       |                           |                                                                               | | |
| TVer           | -                         | 2022年5月16日 - 20日 2022年5月23日 - 27日 月曜 - 金曜 19:00 - 1話ずつ無料配信 | | |
| FOD            | -                         | 2022年5月16日 - 20日 2022年5月23日 - 27日 月曜 - 金曜 19:00 - 1話ずつ無料配信 | | |
| カンテレドーガ | -                         | 2022年5月16日 - 20日 2022年5月23日 - 27日 月曜 - 金曜 19:00 - 1話ずつ無料配信 | | |
| GYAO!          | -                         | 2022年5月16日 - 20日 2022年5月23日 - 27日 月曜 - 金曜 19:00 - 1話ずつ無料配信 | | |